# Paracrocnida persica
Paracrocnida persica is een slangster uit de familie Amphiuridae.
De wetenschappelijke naam van de soort werd in 1940 gepubliceerd door Theodor Mortensen.